# Élections législatives de 1997 en Guadeloupe
Les élections législatives françaises de 1997 se déroulent les 25 mai et 1er juin 1997. Dans le département de la Guadeloupe, quatre députés sont à élire dans le cadre de quatre circonscriptions.

## Élus
| Circonscription | Député sortant                                       | Parti | Parti | Député élu ou réélu | Parti | Parti |
| --------------- | ---------------------------------------------------- | ----- | ----- | ------------------- | ----- | ----- |
| 1re             | Patrice Tirolien suppléant de Frédéric Jalton        |       | PS    | Daniel Marsin       |       | GUSR  |
| 2e              | Ernest Moutoussamy                                   |       | PPDG  | Ernest Moutoussamy  |       | PPDG  |
| 3e              | Léo Andy                                             |       | GUSR  | Léo Andy            |       | GUSR  |
| 4e              | Philippe Chaulet suppléant de Lucette Michaux-Chevry |       | RPR   | Philippe Chaulet    |       | RPR   |

## Résultats

### Résultats à l'échelle du département
| Parti          | Parti                                         | Premier tour | Premier tour | Second tour | Second tour | Sièges |
| Parti          | Parti                                         | Voix         | %            | Voix        | %           | Sièges |
| -------------- | --------------------------------------------- | ------------ | ------------ | ----------- | ----------- | ------ |
|                | Parti progressiste démocratique guadeloupéen  | 15 071       | 15,42        | 28 915      | 26,46       | 1      |
|                | Guadeloupe unie, solidaire et responsable     | 13 194       | 13,50        | 31 782      | 29,08       | 2      |
|                | Divers gauche                                 | 11 295       | 11,56        | 9 286       | 8,50        | 0      |
|                | Fédération guadeloupéenne du Parti socialiste | 10 468       | 10,71        |             |             | 0      |
|                | Parti communiste guadeloupéen                 | 8 171        | 8,36         | 0           |             |        |
|                | Les Verts                                     | 240          | 0,25         | 0           |             |        |
|                | Gauche plurielle                              | 58 439       | 59,79        | 69 983      | 64,04       | 3      |
|                |                                               |              |              |             |             |        |
|                | Rassemblement pour la République              | 21 393       | 21,89        | 27 528      | 25,19       | 1      |
|                | Divers droite                                 | 16 225       | 16,60        | 11 772      | 10,77       | 0      |
|                | Droite parlementaire                          | 37 618       | 38,49        | 39 300      | 35,96       | 1      |
|                |                                               |              |              |             |             |        |
|                | Divers dont PLN                               | 765          | 0,78         |             |             | 0      |
|                | Front national                                | 523          | 0,54         | 0           |             |        |
|                | Combat ouvrier                                | 361          | 0,37         | 0           |             |        |
|                | Divers écologiste                             | 39           | 0,04         | 0           |             |        |
|                |                                               |              |              |             |             |        |
| Inscrits       | Inscrits                                      | 252 108      | 100,00       | 251 994     | 100,00      | 4      |
| Abstentions    | Abstentions                                   | 145 471      | 57,7         | 132 836     | 52,71       |        |
| Votants        | Votants                                       | 106 637      | 42,3         | 119 158     | 47,29       |        |
| Blancs et nuls | Blancs et nuls                                | 8 892        | 8,34         | 9 875       | 8,29        |        |
| Exprimés       | Exprimés                                      | 97 745       | 91,66        | 109 283     | 91,71       |        |

### Résultats par circonscription

#### Première circonscription (Pointe-à-Pitre)
| Candidat       | Candidat                 | Parti          | Premier tour | Premier tour | Second tour | Second tour |  |
| Candidat       | Candidat                 | Parti          | Voix         | %            | Voix        | %           |  |
| -------------- | ------------------------ | -------------- | ------------ | ------------ | ----------- | ----------- |  |
|                | Daniel Marsin élu        | GUSR           | 5 317        | 20,65        | 14 207      | 55,52       |  |
|                | Henri Bangou             | PPDG           | 4 959        | 19,26        | 11 383      | 44,48       |  |
|                | Éric Jalton              | diss. PS       | 4 029        | 15,65        |             |             |  |
|                | Simon Ibo                | Extrême droite | 3 748        | 14,56        |             |             |  |
|                | Patrice Tirolien sortant | PS             | 3 392        | 13,17        |             |             |  |
|                | Pierre Thicot            | Divers gauche  | 1 632        | 6,34         |             |             |  |
|                | Louis Dessout            | RPR            | 1 581        | 6,14         |             |             |  |
|                | Michel Bangou            | PCG            | 717          | 2,78         |             |             |  |
|                | Gérard Sene              | CO             | 150          | 0,58         |             |             |  |
|                | Jean-Marc Edrom          | FN             | 125          | 0,49         |             |             |  |
|                | Eddie Gob                | PLN            | 96           | 0,37         |             |             |  |
|                | Jean-Louis Lapierre      | Divers         | 0            | 0            |             |             |  |
|                |                          |                |              |              |             |             |  |
| Inscrits       | Inscrits                 | Inscrits       | 58 063       | 100,00       | 57 979      | 100,00      |  |
| Abstentions    | Abstentions              | Abstentions    | 30 050       | 51,75        | 29 340      | 50,6        |  |
| Votants        | Votants                  | Votants        | 28 013       | 48,25        | 28 639      | 49,4        |  |
| Blancs et nuls | Blancs et nuls           | Blancs et nuls | 2 267        | 8,09         | 3 049       | 10,65       |  |
| Exprimés       | Exprimés                 | Exprimés       | 25 746       | 91,91        | 25 590      | 89,35       |  |

#### Deuxième circonscription (Le Gosier)
| Candidat       | Candidat                         | Parti             | Premier tour | Premier tour | Second tour | Second tour |  |
| Candidat       | Candidat                         | Parti             | Voix         | %            | Voix        | %           |  |
| -------------- | -------------------------------- | ----------------- | ------------ | ------------ | ----------- | ----------- |  |
|                | Ernest Moutoussamy sortant réélu | PPDG              | 10 112       | 39,34        | 17 532      | 59,39       |  |
|                | Gabrielle Louis-Carabin          | RPR               | 8 027        | 31,23        | 11 988      | 40,61       |  |
|                | Florent Mitel                    | PCG               | 6 726        | 26,17        |             |             |  |
|                | Harry Durimel                    | Les Verts         | 240          | 0,93         |             |             |  |
|                | Daniel Seymour                   | PLN               | 229          | 0,89         |             |             |  |
|                | Alain William                    | PS                | 196          | 0,76         |             |             |  |
|                | Patrice Alexis                   | Divers            | 134          | 0,52         |             |             |  |
|                | Édouard Deher-Lesaint            | Divers écologiste | 39           | 0,15         |             |             |  |
|                |                                  |                   |              |              |             |             |  |
| Inscrits       | Inscrits                         | Inscrits          | 72 048       | 100,00       | 72 041      | 100,00      |  |
| Abstentions    | Abstentions                      | Abstentions       | 44 015       | 61,09        | 40 026      | 55,56       |  |
| Votants        | Votants                          | Votants           | 28 033       | 38,91        | 32 015      | 44,44       |  |
| Blancs et nuls | Blancs et nuls                   | Blancs et nuls    | 2 330        | 8,31         | 2 495       | 7,79        |  |
| Exprimés       | Exprimés                         | Exprimés          | 25 703       | 91,69        | 29 520      | 92,21       |  |

#### Troisième circonscription (Baie-Mahault)
| Candidat       | Candidat                   | Parti          | Premier tour | Premier tour | Second tour | Second tour |  |
| Candidat       | Candidat                   | Parti          | Voix         | %            | Voix        | %           |  |
| -------------- | -------------------------- | -------------- | ------------ | ------------ | ----------- | ----------- |  |
|                | Léo Andy sortant réélu     | GUSR           | 7 877        | 30,17        | 17 575      | 59,89       |  |
|                | Joël Beaugendre            | Divers droite  | 7 094        | 27,17        | 11 772      | 40,11       |  |
|                | Marcelle Chammougon        | Divers droite  | 5 082        | 19,47        |             |             |  |
|                | José Toribio               | PS             | 4 890        | 18,73        |             |             |  |
|                | Christian Celeste          | PCF            | 728          | 2,79         |             |             |  |
|                | Philippe Anais             | CO             | 211          | 0,81         |             |             |  |
|                | Danielle Maya              | PLN            | 134          | 0,51         |             |             |  |
|                | Jean-Philippe Delver-Tarin | Divers gauche  | 90           | 0,34         |             |             |  |
|                | Viviane Lapierre           | Divers         | 2            | 0,01         |             |             |  |
|                |                            |                |              |              |             |             |  |
| Inscrits       | Inscrits                   | Inscrits       | 62 477       | 100,00       | 62 481      | 100,00      |  |
| Abstentions    | Abstentions                | Abstentions    | 34 280       | 54,87        | 30 898      | 49,45       |  |
| Votants        | Votants                    | Votants        | 28 197       | 45,13        | 31 583      | 50,55       |  |
| Blancs et nuls | Blancs et nuls             | Blancs et nuls | 2 089        | 7,41         | 2 236       | 7,08        |  |
| Exprimés       | Exprimés                   | Exprimés       | 26 108       | 92,59        | 29 347      | 92,92       |  |

#### Quatrième circonscription (Basse-Terre)
| Candidat       | Candidat                       | Parti          | Premier tour | Premier tour | Second tour | Second tour |  |
| Candidat       | Candidat                       | Parti          | Voix         | %            | Voix        | %           |  |
| -------------- | ------------------------------ | -------------- | ------------ | ------------ | ----------- | ----------- |  |
|                | Philippe Chaulet sortant réélu | RPR            | 11 785       | 58,38        | 15 540      | 62,6        |  |
|                | Victorin Lurel                 | diss. PS       | 3 801        | 18,83        | 9 286       | 37,4        |  |
|                | Edward Hatchi                  | PS             | 1 990        | 9,86         |             |             |  |
|                | Jean Claude Malo               | Divers gauche  | 1 743        | 8,63         |             |             |  |
|                | Michel Martinon                | FN             | 398          | 1,97         |             |             |  |
|                | Claude Guilliod                | Divers droite  | 301          | 1,49         |             |             |  |
|                | Marcel Verdol                  | PLN            | 170          | 0,84         |             |             |  |
|                |                                |                |              |              |             |             |  |
| Inscrits       | Inscrits                       | Inscrits       | 59 520       | 100,00       | 59 493      | 100,00      |  |
| Abstentions    | Abstentions                    | Abstentions    | 37 126       | 62,38        | 32 572      | 54,75       |  |
| Votants        | Votants                        | Votants        | 22 394       | 37,62        | 26 921      | 45,25       |  |
| Blancs et nuls | Blancs et nuls                 | Blancs et nuls | 2 206        | 9,85         | 2 095       | 7,78        |  |
| Exprimés       | Exprimés                       | Exprimés       | 20 188       | 90,15        | 24 826      | 92,22       |  |